# Габрисін
Габрисін (пол. Gabrysin) — село в Польщі, у гміні Посвентне Білостоцького повіту Підляського воєводства.
Населення — 118 осіб (2011).
У 1975-1998 роках село належало до Білостоцького воєводства.

## Демографія
Демографічна структура станом на 31 березня 2011 року:
|          | Загалом | Допрацездатний вік | Працездатний вік | Постпрацездатний вік |
| -------- | ------- | ------------------ | ---------------- | -------------------- |
| Чоловіки | 65      | 11                 | 46               | 8                    |
| Жінки    | 53      | 9                  | 26               | 18                   |
| Разом    | 118     | 20                 | 72               | 26                   |